# نيلز هانسن
نيلز هانسن (بالألمانية: Niels Hansen)‏ (25 يوليو 1983 بفلنسبورغ في ألمانيا - ) هو لاعب كرة قدم ألماني في مركز الوسط. لعب مع كارل زايس يينا ونادي أوسنابروك ونادي فرايبورغ وهولشتاين كيل.

## وصلات خارجية
- نيلز هانسن على موقع قاعدة بيانات كرة القدم.إي يو (الإنجليزية)
- نيلز هانسن على موقع بيانات كرة القدم. دي إي (الألمانية)
- نيلز هانسن على موقع عالم كرة القدم.نت (الإنجليزية)